# Lockhart River (vattendrag i Kanada)
Lockhart River är ett vattendrag i Kanada.   Det ligger i territoriet Northwest Territories, i den centrala delen av landet, 2 800 km nordväst om huvudstaden Ottawa.
Trakten runt Lockhart River är nära nog obefolkad, med mindre än två invånare per kvadratkilometer.